# Andrea Pierobon
Pour les articles homonymes, voir Pierobon.
Andrea Pierobon est un footballeur italien né le 19 juillet 1969 à Cittadella.

## Clubs successifs
| Saison      | Club             | Pays   |
| ----------- | ---------------- | ------ |
| 1987 - 1990 | AS Cittadella    | Italie |
| 1990 - 1993 | GS Giorgione     | Italie |
| 1993 - 1994 | US Massese       | Italie |
| 1994 - 1995 | Fidelis Andria   | Italie |
| 1995 - 1996 | Trévise FBC 1993 | Italie |
| 1996 - 1997 | AC Venise        | Italie |
| 1997 - 2005 | SPAL Ferrara     | Italie |
| 2005 - ???? | AS Cittadella    | Italie |